# مارتین الکورت
مارتین الکورت (انگلیسی: Martin Elkort; ۱۸ آوریل ۱۹۲۹ – ۱۹ نوامبر ۲۰۱۶) نویسنده، و عکاس اهل ایالات متحده آمریکا بود.